# Charles Green (ontdekkingsreiziger)
Charles Green (Richmond (Londen), 24 november 1888 - Kingston upon Hull, 26 september 1974) was een Brits ontdekkingsreiziger en scheepskok.

## Biografie
Green werkte als scheepskok op de Andes toen hij in Buenos Aires hoorde dat Ernest Shackleton een expeditie ging doen naar Antarctica. Green bood zich aan als scheepskok. Green werd ook aangenomen in deze functie. De expeditie strandde op Elephanteiland waar ze vier maanden later gered werden.
Tijdens de Eerste Wereldoorlog werkte hij als kok voor de Royal Navy. Na de oorlog nam hij opnieuw deel aan een expeditie naar Antarctica: de Shackleton-Rowett-expeditie. Na de expeditie ging hij opnieuw werken voor de Royal Navy. Tijdens de Tweede Wereldoorlog werkte hij als opzichter in Hull.
In 1964, vijftig jaar na de Endurance-expeditie, was Green als een van de drie overlevers (naast Lionel Greenstreet en Walter How) aanwezig op de reünie. Green overleed in 1974 op 85-jarige leeftijd.